# Pierikos
El Syndesmos Filathlon Katerinis Pierikos (en griego: Σ.Φ.Κ. Πιερικός) es un club de fútbol griego de la ciudad de Katerini. Fue fundado en 1961 y juega en la Gamma Ethniki.

## Historia del club

### Fundación
El club fue fundado el 11 de abril de 1961 tras la fusión entre el Megas Alexandros y el Katerinis Katerinis Olympos. Megas Alexandros había jugado en la Alpha Ethniki, Liga Profesional Griega en su primera temporada ( 1959-1960 ), pero terminó en la posición 15 descendiendo a la segunda División.Ninguno de los dos equipos logró el ascenso en la temporada siguiente Megas Alexandros ni Olympos.Se decidió que para que la ciudad pudiera tener un equipo en la máxima categoría decidieron la unificación de ambos clubes. Nació así el Pierikos.

### Primera década
En su primera temporada, 1961/62 participó en la 2.ª División donde terminó primero de su grupo.Dicho puesto le daba opción a jugar los playoffs que ganaron contra el Kozani FC.
Su primera temporada en la 1.ª división finalizó el 9.º anotando 36 goles y encajando 37.En la siguiente temporada acabó 7.º y jugó las semifinales de la Copa de Grecia que de haberlas ganado le hubiesen dado el título pues la otra semifinal nunca llegó a jugarse.
En la temporada 1964-65 es, probablemente, la mejor temporada en la historia de Pierikos ya que terminó en la quinta posición, puesto que también repito en la temporada 1967/68.

### Años setenta
En la temporada 1971/72 descendió a la Beta Ethniki donde la siguiente temporada y dos más jugó en el Grupo Norte.Al final de la 3.ª temporada logró el ascenso.
Así pues en la temporada 1975/76 volvió a la 1.ª División de la que acabaría descendiendo en la 1978/79.
La temporada 1978-79 es una de las temporadas más negras en la historia del club: El Pierikos juega en el Grupo Norte de la 2.ª División (entonces la segunda división se dividió en dos grupos, cada uno con 20 clubes). El club terminó en la 3.ª posición y tenía opciones de ascender, pero al final de la temporada el club fue acusado de sobornar a jugadores del Niki Volou en una victoria a domicilio por 3-0. Después de estas afirmaciones el club fue relegado a la División Amateur Nacional (3.ª División).

### Años ochenta
En su primera temporada en la División Nacional Amateur (1979/80) jugó en el Grupo C y terminó en la primera posición y ascendió a la segunda división.Esa temporada consigue las mayores victorias de su historia, un 10 a 0 en Liga y un 16 a 0 en Copa.En su vuelta a la Segunda División el equipo queda segundo, por detrás del Iraklis, no logrando el ansiado ascenso.
En la temporada 1983/84 logra el ascenso a la Primera División, pero en la siguiente temporada y después de tan sólo ganar tres partidos quedó último en la clasificación.
El resto de la década el club se pasea por la zona media de la tabla de la Segunda División e incluso coquetea con el descenso.

### Años noventa
En la temporada 1990/91 el club logró el ascenso a la 1.ª División al terminar en el tercer puesto.El descenso vuelve a llegar en la 1992/93 cuando el club terminó en la posición decimosexta.El resto de la década se caracteriza por la mediocridad en la Segunda División e incluso descendió a la 3.ª División a finales de la década.

## Palmarés
- Beta Ethniki (2): 1961–62,[1] 1974–75,[2]
- Gamma Ethniki (2): 1979–80, 2006–07
- Delta Ethniki (2): 2002–03[3] 2004–05
- Copa de Grecia
  - Finalista (1): 1962–63[4]